# Campestre do Maranhão
Campestre do Maranhão este un oraș în Maranhão (MA), Brazilia.